# 段伯美
段伯美（？—？），雲南雲南府晉寧州人，明朝末年至南明政治人物。

## 生平
崇禎十五年（1642年）壬午科雲南鄉試第三名舉人。永曆年間，孫可望攻晉寧州，段伯美隨知州冷陽春登城拒守。城破，二人皆死。